# A Casamba
Grêmio Recreativo Escola de Samba A Casamba é uma escola de samba de Rio Claro. Uma das escolas mais tradicionais do carnaval rio-clarense, coleciona 10 títulos da competição e muita alegria no povo da Capital da Alegria.
O seu nome deriva do acrônimo Carnaval Samba e Batuque. Tem como cores oficiais ficou escolhido o Amarelo e o Branco e o símbolo escolhido foi o sol Nascente representando a Força e a Vida.

## História
A Casamba foi fundada em 5 de janeiro de 1976 por um grupo de jovens que resolveram formar um bloco para desfilar no carnaval. A ideia foi bem aceita pelo grupo e foi ganhando novos adeptos a cada dia.

## Segmentos

### Presidentes
| Nome                        | Mandato |
| --------------------------- | ------- |
| Osvaldo Aparecido Geniselli | -       |
| Leonardo Corochel           | -       |

### Presidente de honra
| Nome             | Mandato | Ref. |
| ---------------- | ------- | ---- |
| José Mario Arena |         |      |

### Diretores
| Ano  | Diretor de Carnaval | Diretor de harmonia     | Mestre de bateria | Ref.  |
| ---- | ------------------- | ----------------------- | ----------------- | ----- |
| 2014 | Eric Motta          | João Benedito Geniselli | Guilherme Zaros   | [ 4 ] |

### Casal de Mestre-sala e Porta-bandeira
| Ano  | Nome                       | Ref.  |
| ---- | -------------------------- | ----- |
| 2013 | Alex Cunha e Glayce Dayane |       |
| 2014 | Everson Sena e Gisa Camilo | [ 4 ] |

### Rainha de Bateria
| Período | Rainha            | madrinha      | Ref.  |
| ------- | ----------------- | ------------- | ----- |
| 2011    | Sheila Mello      |               |       |
| 2012    | Gracyanne Barbosa |               |       |
| 2013    | Antônia Cruz      |               | [ 5 ] |
| 2014    |                   | Aline Riscado | [ 4 ] |

## Carnavais
| Ano                               | Colocação    | Grupo    | Enredo | Carnavalesco      | Intérprete                | Ref.                |
| --------------------------------- | ------------ | -------- | --- | ----------------- | ------------------------- | ------------------- |
| 1976                              | Não competiu | Especial | Em Busca da Terra do Sol |                   |                           | [ 6 ]               |
| 1977                              | Vice-campeã  | Especial | Sonhos de Criança |                   |                           | [ 6 ]               |
| 1978                              | Campeã       | Especial | A Terra que o Rei Midas Tocou! O Ciclo do Ouro no Brasil                                                                                           |                   |                           | [ 6 ]               |
| 1979                              | Campeã       | Especial | Num Rito de Magina nas Terras de Yourubá, Dançam os Filhos de Keto                                                                                 |                   |                           | [ 6 ]               |
| 1980                              | Campeã       | Especial | O princípio. A criação do mundo segundo a lenda tupinambá                                                                                          |                   |                           | [ 6 ]               |
| 1981                              |              |          | |                   |                           |                     |
| 1982                              | Campeã       | Especial | Brasileiro! Profissão: Esperança… |                   |                           | [ 6 ]               |
| 1983                              | Campeã       | Especial | Quebra Cabeça |                   |                           | [ 6 ]               |
| 1984                              | 3º lugar     | Especial | Terra Rica e Generosa |                   |                           | [ 6 ]               |
| 1985                              |              |          | |                   |                           |                     |
| 1986                              |              |          | |                   |                           |                     |
| 1987                              | Campeã       | Especial | Sonho de um Brasileiro |                   |                           | [ 6 ]               |
| 1988                              | 3º lugar     | Especial | Na Minguante ou Na Crescente |                   |                           | [ 6 ]               |
| 1989                              | 4º lugar     | Especial | Virou Brasil |                   |                           | [ 6 ]               |
| 1990                              | Campeã       | Especial | Sonhar Sonhei |                   |                           | [ 6 ]               |
| 1991                              | Campeã       | Especial | Samba da Minha Terra |                   |                           | [ 6 ]               |
| Não houve carnaval em 1992        |              |          | |                   |                           |                     |
| 1993                              | Campeã       | Especial | Toca que eu Danço |                   |                           | [ 6 ]               |
| 1994                              |              |          | |                   |                           |                     |
| 1995                              | 3º lugar     | Especial | Que Rei sou eu? |                   |                           | [ 6 ]               |
| 1996                              |              |          | |                   |                           |                     |
| 1997                              |              |          | |                   |                           |                     |
| Não houve carnaval em 1998 e 1999 |              |          | |                   |                           |                     |
| Não desfilou em 2000              |              |          | |                   |                           |                     |
| Não houve carnaval de 2001 a 2004 |              |          | |                   |                           |                     |
| 2005                              |              |          | |                   |                           |                     |
| 2006                              | Vice-campeã  | Especial | Das Lendas do Sol Nascente Surge Nossa História - A Casamba 30 anos!!!                                                                             |                   |                           | [ 6 ]               |
| Não desfilou em 2007              |              |          | |                   |                           |                     |
| 2008                              | Campeã       | Acesso   | No Imaginário do Povo Fica o Dito pelo não Dito |                   |                           | [ 7 ]               |
| 2009                              | Vice-campeã  | Especial | Chocolate! Use Abuse se Lambuze |                   |                           | [ 8 ]               |
| 2010                              | Campeã       | Especial | Luz! Brilhante Ideia! | Ronaldo Ciribelli | Marquinhos Pixote         | [ 9 ] [ 10 ]        |
| 2011                              | Vice-campeã  | Especial | Desejos | Ronaldo Ciribelli | Marquinhos Pixote         | [ 11 ]              |
| 2012                              | Vice-campeã  | Especial | Tempo | Ronaldo Ciribelli | Marquinhos Pixote         | [ 12 ] [ 13 ]       |
| 2013                              | Vice-campeã  | Especial | Casamba é Dança, Música e Alegria Numa Viagem Fantástica pelas Festas Populares Brasileiras                                                        | Rodrigo Cadete    | Freddy Vianna             | [ 14 ] [ 15 ] [ 1 ] |
| 2014                              | Vice-campeã  | Especial | Dos males da vida ao antídoto para a felicidade. A Casamba está no veneno compositores:Cidinho Geniselli, Oswaldinho Geniselli e Betinho do Cavaco | Rodrigo Cadete    | Betinho do Cavaco         | [ 4 ]               |
| 2015                              | Vice-campeã  | Especial | E o futuro o que será? Quer descobrir? Acredite quem quiser...                                                                                     | Rodrigo Cadete    | Betinho do Cavaco         |                     |
| 2016                              | Vice-campeã  | Especial | O brilho do meu sol irradia nossa história e no conto dos 40 hoje conto nossas glórias                                                             |                   |                           |                     |
| 2023                              | 3º lugar     | Especial | | Ronaldo Ciribelli |                           |                     |
| 2024                              | Vice-campeã  | Especial | Ôxe, uma viagem fantástica ao nordeste brasileiro                                                                                                  | Kaká              | Freddy Vianna             |                     |
| 2025                              | 4º lugar     | Especial | Mulher, Divina Mulher | Kaká              | Débora Laine Junior Ramon |                     |